# Китайська Вікіпедія
Китайська Вікіпедія (кит.: 中文 维基 百科) — розділ Вікіпедії китайською мовою. Китайська Вікіпедія станом на 26 березня 2025 року містить 1 469 616 статей, 3 689 279 зареєстрованих користувачів, 7189 активних дописувачів, 64 адміністраторів
. Загальна кількість сторінок в китайській Вікіпедії — 7 977 626, редагувань — 86 263 585, завантажених файлів — 68 489
. Глибина (рівень розвитку мовного розділу) китайської Вікіпедії велика і становить 212.1 пунктів
.

## Історія

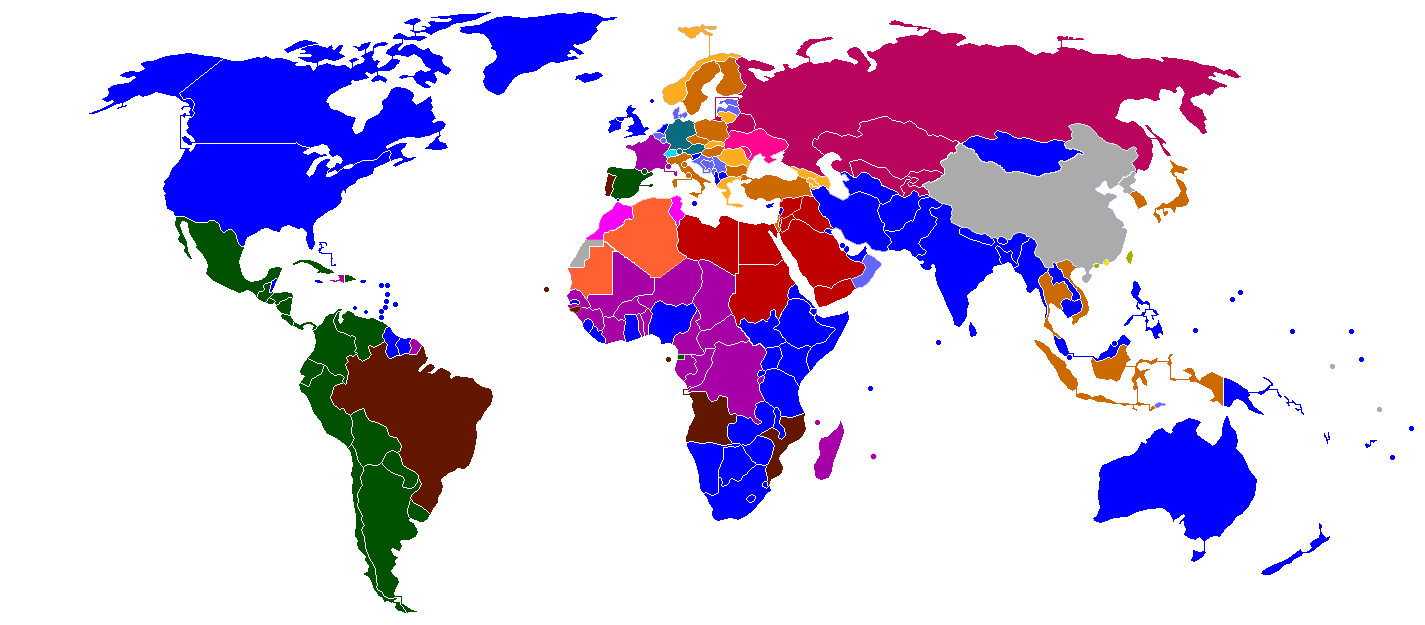
Домінування різних мовних розділів вікіпедії за відвідуваністю в країнах світу.
Синім кольором позначено англійську вікіпедію, зеленим — іспанську, фіолетовим — французьку, червоним — російську, коричневим — португальську, блакитним — німецьку, жовтим — китайську, помаранчевим — інші (домінують, як правило, в одній країні).
Світлим кольором позначено країни у яких відвідуваність даного розділу становить менше 50 % відвідуваності всіх розділів вікіпедії.

Розділ був відкритий у жовтні 2002 року. Перший час китайська Вікіпедія розвивалася досить активно, за кількістю статей трохи випереджаючи Російську Вікіпедію. Але після тривалих блокувань сильно відстала і на кінець січня 2016-го займала 15-е місце серед мовних розділів, випереджаючи Українську і програючи Португальській. 18 лютого 2018 року китайська Вікіпедія випередила португальську та посіла 14-е місце між японською та португальською Вікіпедіями. Проте 2 листопада 2020 року вона поступилася Єгипетській арабській Вікіпедії та опустилася на 15-е місце. в 2020-2022 роках китайська вікіпедія випередила варайську та в'єтнамську Вікіпедії, а 10 лютого 2024 року  японську і піднялась на 12-е місце серед мовних розділів.

## Редактори
Станом на грудень 2015 більшість правок в китайській Вікіпедії — близько 37,8 % — зроблені вихідцями з Тайваню. З Гонконгу внесено 27,2 % правок, лише 17,7 % надходять з материкової частини Китаю. Трохи понад 8 % правок надходять зі Сполучених Штатів і Канади разом узятих.

## Наповнення
- 17 листопада 2002: перша стаття.
- 14 травня 2004: 10 000 стаття.
- 13 грудня 2005: 50 000 стаття.
- 12 листопада 2006: 100 000 стаття.
- 31 липня 2008: 200 000 стаття.
- 28 березня 2010: 300 000 стаття.
- 9 лютого 2012: 400 000 стаття.
- 14 липня 2012: 500 000 стаття.
- 2 листопада 2012: 600 000 стаття.
- 14 червня 2013: 700 000 стаття.
- 13 грудня 2014: 800 000 стаття.
- 13 квітня 2018: 1 000 000 стаття.

### Проблема конвертації ієрогліфів
Спочатку існувало дві китайські Вікіпедії, оскільки багато ієрогліфів у континентальному Китаї свого часу були спрощені та за написанням відрізняються від тих, що використовуються в інших китайськомовних регіонах світу. Проблема була вирішена за допомогою внесення змін до рушія вікі, після чого стала можлива автоматична конвертація між повними та спрощеними формами за вибором користувача, для цього поруч з вкладками нагорі сторінки («правити», «історія» тощо) були додані ще три кнопки: «повні», «спрощені», «початковий варіант». Після цього в китайській Вікіпедії змогли брати участь користувачі як з континентального Китаю, так і з Тайваню, Гонконгу й інших китайськомовних співтовариств і діаспор з усього світу.

### Блокування та часткове розблокування Вікіпедії в КНР
Проте незабаром китайська Вікіпедія зіткнулася з серйозними проблемами. Вперше доступ користувачів з КНР до серверів Вікімедіа був заблокований між 2 і 21 червня 2004 року. Це пов'язують з 15 річницею подій на площі Тяньаньмень 4 червня 1989.
Другий раз доступ до Вікіпедії з Китаю був обмежений з 23 по 27 вересня 2004 року. Проте це обмеження не носило всеохопного характеру і торкнулося не всіх користувачів у Китаї. Причини цього блокування досі не відомі.
Третє блокування було накладене 19 жовтня 2005 року. Блокування стосувалося лише користувачів з КНР, не включаючи Гонконг та Макао. При цьому досвідчені користувачі ПК могли без зусиль обійти блокування, використовуючи проксі-сервер або інші методи, проте, зважаючи на те, що більшість користувачів у КНР виходять в Інтернет з інтернет-кафе, це блокування спричинило дуже серйозний негативний вплив на ріст китайської Вікіпедії, і вона стала значно відставати від Вікіпедій іншими мовами, зокрема, її змогла обійти російська Вікіпедія.
Починаючи з 10 жовтня 2006 року почали надходити повідомлення про те, що користувачі в КНР можуть прямо заходити на всі мовні версії Вікіпедії, за винятком китайської. В англійській версії доступ до деяких статей був закритий. Так, наприклад, повідомлялося, що відкритий доступ до статті про площу Тяньаньмень, яка містить невеликий уривок про події на площі Тяньаньмень 1989, однак стаття про самі події була недоступна. Разом з тим доступ до Вікіпедії китайською мовою залишається закритим.
10 листопада 2006 китайський блогер Anrew Lih повідомив про зняття блокування. 16 листопада інформаційне агентство Рейтерс підтвердило цю інформацію: блокування з усіх мовних версій, включаючи китайську, знято (за винятком статей на деякі «чутливі» теми). За тиждень після зняття блокування кількість нових статей підскочила на 75 %, а кількість зареєстрованих користувачів у день зросла втричі й за цим показником китайська Вікіпедія вийшла на друге місце після англійської. Протягом того ж тижня в китайській Вікіпедії була створена 100-тисячна стаття. Однак 17 листопада доступ і до англійського, і до китайського розділу Вікіпедії в КНР знову закрили.
15 червня 2007 заборона на доступ до Вікіпедії в КНР була знята, за винятком розділу Вікіпедії китайською мовою, а також кількох «чутливих» статей англійською. 25 липня 2007 китайську Вікіпедію також було розблоковано, але лише на короткий період.
Кількість заблокованих статей повільно зростає і тепер включає кілька сторінок обговорення.

## Розділи Вікіпедії іншимидіалектами китайської мови
Найбільші за кількістю статей розділи Вікіпедії, написані діалектами китайської, станом на 26 березня 2025:
- Південноміньська Вікіпедія ( zh-min-nan:) — 433 629
- Кантонська Вікіпедія ( zh-yue:) — 143 958
- Веньянь ( zh-classical:) — 13 590
- Хакка ( hak:) — 10 335

## Інші онлайн-енциклопедії
Найбільшою онлайн-енциклопедією в Китаї і у світі є енциклопедія Hudong. Проєкт був заснований у 2005 році. За даними на березень 2015 року вона містила понад 11,9 млн статей. У цей час за кількістю статей даний проєкт перевершує англомовну Вікіпедію.
20 квітня 2006 року провідний китайський пошуковик baidu.com заявив про запуск альтернативного проєкту — «Байдупедіі» (百度 百科 — Байду байке). Вже через три тижні вона обігнала китайську Вікіпедію за кількістю статей.
Нині, станом на березень 2015 року, Байдупедія містить понад 10,9 млн статей. Правки, що вносяться до Байдупедії стають видні не одразу, а проходять через модераторів і, ймовірно, цензорів. У ній немає статей про Фалуньгун або незалежність Тайваню. Разом з тим, у Байдупедіі є стаття про Вікіпедію, в якій Вікіпедія описується в нейтрально-позитивному світлі. Тривалий час у ній містилася інформація про її блокування в КНР, і навіть давалися посилання на дзеркала Вікіпедії, за якими можна було зайти на її головну сторінку. Через деякий час посилання на дзеркала були прибрані, було залишено лише посилання на офіційну головну сторінку, за яким, однак, з Китаю зайти у Вікіпедію до зняття блокування було неможливо.